# Campeonato Uruguayo de Primera División Amateur 2022
El Campeonato Uruguayo de Primera División Amateur 2022 fue el 106º torneo de tercera categoría organizado por la AUF, correspondiente al año 2022.

## Sistema de disputa
La liga se conformó inicialmente por 23 clubes, divididos en 2 series de 12 y 11 equipos respectivamente. Los cinco equipos mejores posicionados de cada serie se clasificaron a la liguilla final, a una sola rueda y sumando los puntos de la primera fase.
De los cotejos definitorios salió el campeón de la temporada, con el ascenso correspondiente, junto al vicecampeón, que también ascendió en forma directa, mientras que los clubes clasificados en tercer y cuarto lugar llevaron adelante dos encuentros de repechaje frente a los clubes que finalizaron en la penúltima y última posición de la tabla del descenso del Campeonato Uruguayo 2022 de la Segunda División Profesional.

## Equipos participantes

### Relevo de plazas
| Club         | Descendido como                                                  |
| ------------ | ---------------------------------------------------------------- |
| Villa Teresa | Perdedor de la promoción por un cupo en la Segunda División 2022 |
| Rocha        | Último lugar en la tabla del descenso 2021                       |

| Club               | Última participación en AUF     |
| ------------------ | ------------------------------- |
| Deportivo Italiano | Liga Metropolitana Amateur 2002 |
| Durazno            | Segunda División 2010-11        |

| Club             | Ascendido como                                                  |
| ---------------- | --------------------------------------------------------------- |
| Miramar Misiones | Campeón de la Primera División Amateur 2021                     |
| La Luz           | Ganador de la promoción por un cupo en la Segunda División 2022 |

### Información de equipos
Son 23 los equipos que participarán en esta temporada, dos más que la edición anterior, al confirmarse la participación de Durazno Fútbol Club y de Deportivo Italiano.
Además se especuló con la posible participación de Frontera Rivera Chico y de El Tanque Sisley, pero el retorno de estas instituciones no sucedió.
| Equipo             | Ciudad           | Estadio de localía        | Capacidad | Fundación                | Temporadas | Temp. Consecutivas | Títulos | Indumentaria | 2021         |
| ------------------ | ---------------- | ------------------------- | --------- | ------------------------ | ---------- | ------------------ | ------- | ------------ | ------------ |
| Alto Perú          | Montevideo       | La Bombonera              | 2.000     | 1 de mayo de 1940        | 51         | 26                 | 1       | Mgr Sport    | 21°          |
| Artigas            | Montevideo       | Matías González           | 3.500     | 8 de marzo de 1927       | 30         | 8                  | 3       | Umbro        | 11°          |
| Basáñez            | Montevideo       | La Bombonera              | 2.000     | 1 de abril de 1920       | 33         | 12                 | 1       | Mgr Sport    | 5°           |
| Bella Vista        | Montevideo       | José Nasazzi              | 5.002     | 4 de octubre de 1920     | 8          | 3                  | 3       | Mgr Sport    | 4°           |
| Canadian           | Montevideo       | Parque ANCAP              | 1.500     | 14 de febrero de 2011    | 7          | 5                  | 1       | Kelme        | 10°          |
| Colón              | Montevideo       | Parque Palermo            | 4.072     | 12 de marzo de 1907      | 32         | 13                 | 4       | Mgr Sport    | 7°           |
| Deportivo Colonia  | Juan Lacaze      | Miguel Campomar           | 2.500     | 16 de octubre de 1999    | 2          | 2                  | 0       | Mgr Sport    | 16°          |
| Deportivo Italiano | Montevideo       | Víctor Della Valle        | 2.500     | 20 de septiembre de 1999 | 5          | 1                  | 0       | FANÁTICOS    | No participó |
| Durazno            | Durazno          | Silvestre Octavio Landoni | 8.000     | 22 de noviembre de 2005  | 1          | 1                  | 0       | Borac        | No participó |
| Huracán            | Montevideo       | Complejo Rentistas        | 3.632     | 1 de agosto de 1954      | 28         | 5                  | 3       | Mass         | 17°          |
| Huracán Buceo      | Montevideo       | Parque Huracán            | 3.084     | 15 de marzo de 1937      | 18         | 6                  | 1       | MJA          | 13°          |
| Los Halcones       | Montevideo       | La Bombonera              | 2.000     | 20 de noviembre de 2013  | 8          | 8                  | 0       | Breus        | 19°          |
| Mar de Fondo       | Montevideo       | Parque Palermo            | 4.072     | 25 de agosto de 1934     | 35         | 4                  | 4       | Mgr Sport    | 14°          |
| Oriental           | La Paz           | Parque Palermo            | 4.072     | 24 de junio de 1924      | 30         | 4                  | 4       | Mgr Sport    | 9°           |
| Parque del Plata   | Parque del Plata | Parque El Balneario       | 1.000     | 17 de mayo de 1947       | 34         | 6                  | 0       | Mgr Sport    | 20°          |
| Paysandú           | Paysandú         | Artigas                   | 21.000    | 7 de marzo de 2003       | 2          | 2                  | 0       | Kelme        | 12°          |
| Platense           | Montevideo       | Obdulio Varela            | 3.000     | 1 de mayo de 1935        | 58         | 14                 | 4       | Mgr Sport    | 15°          |
| Potencia           | Montevideo       | Parque ANCAP              | 1.500     | 13 de febrero de 2001    | 12         | 12                 | 0       | Umbro        | 18°          |
| Rocha              | Rocha            | Dr. Mario Sobrero         | 5.552     | 1 de agosto de 1999      | 4          | 1                  | 1       | FANÁTICOS    |              |
| Salto              | Salto            | Juan José Vispo Mari      | 3.000     | 19 de noviembre de 2002  | 2          | 2                  | 0       | Kelme        | 6°           |
| Salus              | Montevideo       | Parque ANCAP              | 1.500     | 10 de abril de 1928      | 28         | 11                 | 2       | Breus        | 8°           |
| Tacuarembó         | Tacuarembó       | Ing. Raúl S. Goyenola     | 6.156     | 11 de noviembre de 1998  | 2          | 2                  | 1       | Mgr Sport    | 3°           |
| Villa Teresa       | Montevideo       | Abraham Paladino          | 3.200     | 1 de junio de 1941       | 25         | 1                  | 3       | Matgeor      |              |

Nota: Todos los datos estadísticos corresponden únicamente a los Campeonatos Uruguayos de tercera categoría organizados por la Asociación Uruguaya de Fútbol. Las fechas de fundación de los equipos son las declaradas por los propios clubes implicados.

### Distribución geográfica de los equipos
| Localidad        | Cantidad | Equipos |
| ---------------- | -------- | --- |
| Montevideo       | 15       | Alto Perú, Artigas, Basáñez, Bella Vista, Canadian, Colón, Deportivo Italiano, Huracán, Huracán Buceo, Los Halcones, Mar de Fondo, Platense, Potencia, Salus, Villa Teresa |
| La Paz           | 1        | Oriental |
| Parque del Plata | 1        | Parque del Plata |
| Juan Lacaze      | 1        | Deportivo Colonia |
| Durazno          | 1        | Durazno |
| Rocha            | 1        | Rocha |
| Tacuarembó       | 1        | Tacuarembó |
| Paysandú         | 1        | Paysandú |
| Salto            | 1        | Salto |

## Sorteo
El orden de los números asignados a cada club determinará los cruces entre los equipos.
| Serie A |                    |
| #       | Equipo             |
| 1       | Los Halcones       |
| 2       | Villa Teresa       |
| 3       | Durazno            |
| 4       | Bella Vista        |
| 5       | Colón              |
| 6       | Huracán            |
| 7       | Rocha              |
| 8       | Salto              |
| 9       | Paysandú           |
| 10      | Salus              |
| 11      | Deportivo Italiano |
| 12      | Mar de Fondo       |

| Serie B |                   |
| #       | Equipo            |
| 1       | Parque del Plata  |
| 2       | Potencia          |
| 3       | Basáñez           |
| 4       | Deportivo Colonia |
| 5       | Platense          |
| 6       | Artigas           |
| 7       | Canadian          |
| 8       | Oriental          |
| 9       | Huracán Buceo     |
| 10      | Alto Perú         |
| 11      | Tacuarembó        |

## Fase regular

### Serie A
| Pos. | Equipo             | Pts. | PJ | G | E | P | GF | GC | Dif. |  |
| ---- | ------------------ | ---- | -- | - | - | - | -- | -- | ---- |  |
| 1    | Bella Vista        | 27   | 11 | 9 | 0 | 2 | 21 | 5  | +16  |  |
| 2    | Durazno            | 23   | 11 | 7 | 2 | 2 | 18 | 9  | +9   |  |
| 3    | Colón              | 23   | 11 | 6 | 5 | 0 | 16 | 7  | +9   |  |
| 4    | Mar de Fondo       | 17   | 11 | 4 | 5 | 2 | 7  | 5  | +2   |  |
| 5    | Villa Teresa       | 17   | 11 | 5 | 2 | 4 | 14 | 15 | −1   |  |
| 6    | Rocha              | 15   | 11 | 4 | 3 | 4 | 20 | 13 | +7   |  |
| 7    | Deportivo Italiano | 15   | 11 | 4 | 3 | 4 | 17 | 14 | +3   |  |
| 8    | Salto              | 12   | 11 | 4 | 0 | 7 | 9  | 15 | −6   |  |
| 9    | Huracán            | 11   | 11 | 3 | 2 | 6 | 5  | 14 | −9   |  |
| 10   | Los Halcones       | 10   | 11 | 3 | 1 | 7 | 11 | 24 | −13  |  |
| 11   | Paysandú           | 9    | 11 | 2 | 3 | 6 | 7  | 14 | −7   |  |
| 12   | Salus              | 5    | 11 | 1 | 2 | 8 | 4  | 15 | −11  |  |

Actualizado a los partidos jugados el 7 de agosto de 2022.
 Fuente: AUF
|  | Clasificados a la fase final. |

### Serie B
| Pos. | Equipo            | Pts. | PJ | G | E | P | GF | GC | Dif. |  |
| ---- | ----------------- | ---- | -- | - | - | - | -- | -- | ---- |  |
| 1    | Oriental          | 25   | 10 | 8 | 1 | 1 | 24 | 10 | +14  |  |
| 2    | Canadian          | 25   | 10 | 7 | 2 | 1 | 20 | 10 | +10  |  |
| 3    | Potencia          | 20   | 10 | 6 | 2 | 2 | 14 | 6  | +8   |  |
| 4    | Tacuarembó        | 19   | 10 | 6 | 1 | 3 | 20 | 6  | +14  |  |
| 5    | Deportivo Colonia | 17   | 10 | 5 | 2 | 3 | 15 | 7  | +8   |  |
| 6    | Basáñez           | 14   | 10 | 4 | 2 | 4 | 15 | 11 | +4   |  |
| 7    | Platense          | 11   | 10 | 3 | 2 | 5 | 11 | 14 | −3   |  |
| 8    | Artigas           | 9    | 10 | 4 | 1 | 5 | 11 | 11 | 0    |  |
| 9    | Huracán Buceo     | 8    | 10 | 1 | 2 | 7 | 7  | 13 | −6   |  |
| 10   | Parque del Plata  | 8    | 10 | 2 | 2 | 6 | 6  | 22 | −16  |  |
| 11   | Alto Perú         | 1    | 10 | 0 | 1 | 9 | 5  | 38 | −33  |  |

Actualizado a los partidos jugados el 15 de agosto de 2022.
 Fuente: AUF
Notas:
1. ↑  La AUF le concedió los puntos en disputa a Canadian luego de su encuentro ante Artigas.
2. ↑  A Artigas se le quitaron los puntos obtenidos en sus partidos frente a Canadian y Huracán Buceo por inconvenientes con la ficha médica de un jugador.
3. ↑  La AUF le concedió los puntos en disputa a Huracán Buceo luego de su encuentro ante Artigas.

|  | Clasificados a la fase final. |

### Resultados
| Durazno                        | 1:0 | Salus             | Octavio Silvestre Landoni | 4 de junio | 15:00 | Serie A |
| Huracán                        | 2:0 | Los Halcones      | Complejo Rentistas        | 4 de junio | 15:00 | Serie A |
| Rocha                          | 0:3 | Bella Vista       | Mario Sobrero             | 4 de junio | 15:00 | Serie A |
| Paysandú                       | 0:1 | Mar de Fondo      | Artigas                   | 4 de junio | 17:30 | Serie A |
| Villa Teresa                   | 4:1 | Salto             | Parque Paladino           | 5 de junio | 15:00 | Serie A |
| Deportivo Italiano             | 0:2 | Colón             | Víctor Della Valle        | 5 de junio | 15:00 | Serie A |
| Artigas                        | 4:0 | Parque del Plata  | Matías González           | 4 de junio | 15:00 | Serie B |
| Canadian                       | 1:0 | Deportivo Colonia | Parque ANCAP              | 4 de junio | 15:00 | Serie B |
| Potencia                       | 1:2 | Oriental          | Parque ANCAP              | 5 de junio | 15:00 | Serie B |
| Tacuarembó                     | 2:0 | Platense          | Raúl Goyenola             | 5 de junio | 15:00 | Serie B |
| Basáñez                        | 3:0 | Alto Perú         | La Bombonera              | 5 de junio | 15:00 | Serie B |
| Libre: Huracán Buceo (Serie B) |     |                   |                           |            |       |         |

| Oriental                 | 2:5 | Tacuarembó         | Parque Palermo       | 12 de junio | 10:00 | Serie B |
| Salus                    | 0:1 | Huracán            | Parque ANCAP         | 12 de junio | 11:00 | Serie A |
| Mar de Fondo             | 1:0 | Durazno            | Parque ANCAP         | 12 de junio | 15:00 | Serie A |
| Los Halcones             | 2:1 | Villa Teresa       | La Bombonera         | 12 de junio | 15:00 | Serie A |
| Colón                    | 3:2 | Rocha              | Parque Palermo       | 12 de junio | 15:00 | Serie A |
| Salto                    | 1:0 | Deportivo Italiano | Juan José Vispo Mari | 12 de junio | 15:00 | Serie A |
| Bella Vista              | 2:0 | Paysandú           | Abraham Paladino     | 12 de junio | 15:00 | Serie A |
| Alto Perú                | 0:3 | Artigas            | Victor Della Valle   | 12 de junio | 15:00 | Serie B |
| Parque del Plata         | 0:0 | Potencia           | Parque El Balneario  | 12 de junio | 15:00 | Serie B |
| Deportivo Colonia        | 1:0 | Huracán Buceo      | Miguel Campomar      | 12 de junio | 15:00 | Serie B |
| Platense                 | 1:3 | Canadian           | Obdulio Varela       | 12 de junio | 15:00 | Serie B |
| Libre: Basáñez (Serie B) |     |                    |                      |             |       |         |

| Deportivo Italiano       | 3:1 | Villa Teresa     | Víctor Della Valle | 18 de junio | 10:30 | Serie A |
| Paysandú                 | 0:0 | Colón            | Artigas            | 18 de junio | 15:00 | Serie A |
| Bella Vista              | 1:2 | Durazno          | Parque ANCAP       | 18 de junio | 15:00 | Serie A |
| Alto Perú                | 2:3 | Parque del Plata | La Bombonera       | 18 de junio | 15:00 | Serie B |
| Deportivo Colonia        | 1:0 | Basañez          | Miguel Campomar    | 18 de junio | 15:00 | Serie B |
| Tacuarembó               | 0:1 | Potencia         | Raúl Goyenola      | 18 de junio | 16:00 | Serie B |
| Salus                    | 1:0 | Los Halcones     | Parque ANCAP       | 19 de junio | 11:00 | Serie A |
| Rocha                    | 1:2 | Salto            | Mario Sobrero      | 19 de junio | 15:00 | Serie A |
| Huracán                  | 0:0 | Mar de Fondo     | La Bombonera       | 19 de junio | 15:00 | Serie A |
| Huracán Buceo            | 0:0 | Platense         | Parque Huracán     | 19 de junio | 15:00 | Serie B |
| Canadian                 | 0:3 | Oriental         | Parque ANCAP       | 19 de junio | 15:00 | Serie B |
| Libre: Artigas (Serie B) |     |                  |                    |             |       |         |

| Parque del Plata           | 0:5 | Tacuarembó         | Parque El Balneario       | 25 de junio | 15:00 | Serie B |
| Deportivo Colonia          | 1:0 | Artigas            | Miguel Campomar           | 25 de junio | 15:00 | Serie B |
| Los Halcones               | 1:3 | Deportivo Italiano | Parque ANCAP              | 25 de junio | 15:00 | Serie A |
| Salto                      | 0:1 | Paysandú           | Juan José Vispo Mari      | 25 de junio | 15:00 | Serie A |
| Potencia                   | 0:1 | Canadian           | Parque ANCAP              | 25 de junio | 15:00 | Serie B |
| Basañez                    | 2:1 | Platense           | La Bombonera              | 26 de junio | 11:00 | Serie B |
| Bella Vista                | 2:0 | Huracán            | Abraham Paladino          | 26 de junio | 11:00 | Serie A |
| Villa Teresa               | 1:0 | Rocha              | Abraham Paladino          | 26 de junio | 15:00 | Serie A |
| Durazno                    | 0:0 | Colón              | Octavio Silvestre Landoni | 26 de junio | 15:00 | Serie A |
| Mar de Fondo               | 0:0 | Salus              | Parque ANCAP              | 26 de junio | 15:00 | Serie A |
| Oriental                   | 1:0 | Huracán Buceo      | Parque Palermo            | 26 de junio | 17:30 | Serie B |
| Libre: Alto Perú (Serie B) |     |                    |                           |             |       |         |

| Mar de Fondo                      | 1:0 | Los Halcones       | Parque Palermo            | 2 de julio | 10:00 | Serie A |
| Salus                             | 0:1 | Bella Vista        | Parque ANCAP              | 2 de julio | 11:00 | Serie A |
| Huracán                           | 0:0 | Colón              | Complejo Rentistas        | 2 de julio | 15:00 | Serie A |
| Rocha                             | 1:1 | Deportivo Italiano | Mario Sobrero             | 2 de julio | 15:00 | Serie A |
| Paysandú                          | 2:2 | Villa Teresa       | Artigas                   | 2 de julio | 15:00 | Serie A |
| Alto Perú                         | 0:6 | Deportivo Colonia  | Víctor Della Valle        | 2 de julio | 15:00 | Serie B |
| Basáñez                           | 2:3 | Oriental           | La Bombonera              | 3 de julio | 11:00 | Serie B |
| Canadian                          | 1:0 | Tacuarembó         | Parque ANCAP              | 3 de julio | 11:00 | Serie B |
| Huracán Buceo                     | 0:1 | Potencia           | Parque Huracán            | 3 de julio | 15:00 | Serie B |
| Artigas                           | 0:3 | Platense           | Matías González           | 3 de julio | 15:00 | Serie B |
| Durazno                           | 2:1 | Salto              | Octavio Silvestre Landoni | 3 de julio | 15:00 | Serie A |
| Libre: Parque del Plata (Serie B) |     |                    |                           |            |       |         |

| Los Halcones                       | 1:8 | Rocha         | Parque Palermo       | 8 de julio  | 21:00 | Serie A |
| Oriental                           | 1:0 | Artigas       | Parque Palermo       | 9 de julio  | 10:00 | Serie B |
| Bella Vista                        | 1:0 | Mar de Fondo  | José Nasazzi         | 9 de julio  | 11:00 | Serie A |
| Parque del Plata                   | 1:4 | Canadian      | Parque El Balneario  | 9 de julio  | 15:00 | Serie B |
| Potencia                           | 1:1 | Basáñez       | Parque ANCAP         | 9 de julio  | 15:00 | Serie B |
| Tacuarembó                         | 0:1 | Huracán Buceo | Raúl Goyenola        | 9 de julio  | 15:00 | Serie B |
| Salto                              | 1:0 | Huracán       | Juan José Vispo Mari | 9 de julio  | 15:00 | Serie A |
| Platense                           | 3:1 | Alto Perú     | Parque Huracán       | 9 de julio  | 15:00 | Serie B |
| Colón                              | 3:0 | Salus         | Parque Palermo       | 10 de julio | 10:00 | Serie A |
| Villa Teresa                       | 1:4 | Durazno       | Luis Tróccoli        | 10 de julio | 15:00 | Serie A |
| Deportivo Italiano                 | 2:0 | Paysandú      | Víctor Della Valle   | 10 de julio | 15:00 | Serie A |
| Libre: Deportivo Colonia (Serie B) |     |               |                      |             |       |         |

| Huracán Buceo             | 2:3 | Canadian           | Parque Huracán            | 16 de julio | 15:00 | Serie B |
| Huracán                   | 0:1 | Villa Teresa       | Complejo Rentistas        | 16 de julio | 15:00 | Serie A |
| Paysandú                  | 1:1 | Rocha              | Artigas                   | 16 de julio | 15:00 | Serie A |
| Basáñez                   | 0:1 | Tacuarembó         | La Bombonera              | 16 de julio | 15:00 | Serie B |
| Bella Vista               | 4:0 | Los Halcones       | José Nasazzi              | 16 de julio | 15:00 | Serie A |
| Mar de Fondo              | 2:2 | Colón              | Parque Palermo            | 17 de julio | 10:00 | Serie A |
| Oriental                  | 8:0 | Alto Perú          | Parque Palermo            | 17 de julio | 15:00 | Serie B |
| Artigas                   | 0:2 | Potencia           | Walter Martínez           | 17 de julio | 15:00 | Serie B |
| Durazno                   | 3:2 | Deportivo Italiano | Octavio Silvestre Landoni | 17 de julio | 15:00 | Serie A |
| Salto                     | 2:1 | Salus              | Juan José Vispo Mari      | 17 de julio | 15:00 | Serie A |
| Deportivo Colonia         | 2:0 | Parque del Plata   | Miguel Campomar           | 17 de julio | 15:00 | Serie B |
| Libre: Platense (Serie B) |     |                    |                           |             |       |         |

| Potencia                  | 2:0 | Alto Perú         | Parque ANCAP         | 23 de julio | 10:00 | Serie B |
| Deportivo Italiano        | 3:0 | Huracán           | Víctor Della Valle   | 23 de julio | 12:00 | Serie A |
| Villa Teresa              | 1:0 | Salus             | José Nasazzi         | 23 de julio | 13:00 | Serie A |
| Canadian                  | 2:2 | Basáñez           | Parque ANCAP         | 23 de julio | 15:00 | Serie B |
| Platense                  | 1:0 | Deportivo Colonia | Parque Huracán       | 23 de julio | 15:00 | Serie B |
| Rocha                     | 2:0 | Durazno           | Mario Sobrero        | 23 de julio | 15:00 | Serie A |
| Tacuarembó                | 2:0 | Artigas           | Raúl Goyenola        | 23 de julio | 18:30 | Serie B |
| Colón                     | 2:1 | Bella Vista       | Parque Palermo       | 24 de julio | 10:00 | Serie A |
| Parque del Plata          | 1:0 | Huracán Buceo     | Parque El Balneario  | 24 de julio | 15:00 | Serie B |
| Los Halcones              | 2:0 | Paysandú          | Parque ANCAP         | 24 de julio | 15:00 | Serie A |
| Salto                     | 0:1 | Mar de Fondo      | Juan José Vispo Mari | 24 de julio | 15:00 | Serie A |
| Libre: Oriental (Serie B) |     |                   |                      |             |       |         |

| Huracán                   | 0:3 | Rocha              | Complejo Rentistas | 26 de julio | 15:00 | Serie A |
| Colón                     | 2:1 | Los Halcones       | Parque Palermo     | 27 de julio | 13:30 | Serie A |
| Alto Perú                 | 0:4 | Tacuarembó         | Víctor Della Valle | 27 de julio | 15:00 | Serie B |
| Salus                     | 1:1 | Deportivo Italiano | Parque ANCAP       | 27 de julio | 15:00 | Serie A |
| Huracán Buceo             | 1:2 | Basáñez            | Parque Huracán     | 27 de julio | 15:00 | Serie B |
| Deportivo Colonia         | 1:1 | Oriental           | Miguel Campomar    | 27 de julio | 15:00 | Serie B |
| Paysandú                  | 0:2 | Durazno            | Artigas            | 27 de julio | 18:00 | Serie A |
| Platense                  | 1:1 | Parque del Plata   | Complejo Rentistas | 28 de julio | 13:00 | Serie B |
| Mar de Fondo              | 0:1 | Villa Teresa       | Parque Palermo     | 28 de julio | 13:30 | Serie A |
| Bella Vista               | 1:0 | Salto              | José Nasazzi       | 28 de julio | 15:00 | Serie A |
| Artigas                   | 0:0 | Canadian           | Walter Martínez    | 28 de julio | 18:30 | Serie B |
| Libre: Potencia (Serie B) |     |                    |                    |             |       |         |

| Potencia                    | 3:2 | Deportivo Colonia | Parque ANCAP              | 30 de julio | 15:00 | Serie B |
| Paysandú                    | 1:2 | Huracán           | Artigas                   | 30 de julio | 17:00 | Serie A |
| Oriental                    | 2:1 | Platense          | Parque Palermo            | 30 de julio | 21:00 | Serie B |
| Villa Teresa                | 0:2 | Bella Vista       | Parque ANCAP              | 31 de julio | 10:30 | Serie A |
| Deportivo Italiano          | 1:1 | Mar de Fondo      | Víctor Della Valle        | 31 de julio | 12:00 | Serie A |
| Canadian                    | 5:1 | Alto Perú         | Parque ANCAP              | 31 de julio | 15:00 | Serie B |
| Basáñez                     | 3:0 | Parque del Plata  | La Bombonera              | 31 de julio | 15:00 | Serie B |
| Huracán Buceo               | 2:3 | Artigas           | Parque Huracán            | 31 de julio | 15:00 | Serie B |
| Durazno                     | 1:1 | Los Halcones      | Octavio Silvestre Landoni | 31 de julio | 15:00 | Serie A |
| Rocha                       | 3:1 | Salus             | Mario Sobrero             | 31 de julio | 15:00 | Serie A |
| Salto                       | 0:1 | Colón             | Juan José Vispo Mari      | 31 de julio | 15:00 | Serie A |
| Libre: Tacuarembó (Serie B) |     |                   |                           |             |       |         |

| Artigas                   | 1:0 | Basañez           | Parque Palermo     | 5 de agosto | 21:30 | Serie B |
| Platense                  | 0:3 | Potencia          | Estadio Nasazzi    | 6 de agosto | 14:00 | Serie B |
| Colón                     | 1:1 | Villa Teresa      | Parque Palermo     | 6 de agosto | 14:45 | Serie A |
| Alto Perú                 | 1:1 | Huracán Buceo     | Victor Della Valle | 6 de agosto | 15:00 | Serie B |
| Salus                     | 0:2 | Paysandú          | Parque Ancap       | 6 de agosto | 15:00 | Serie A |
| Tacuarembó                | 1:1 | Deportivo Colonia | Raúl Goyenola      | 6 de agosto | 18:00 | Serie B |
| Deportivo Italiano        | 1:3 | Bella Vista       | Victor Della Valle | 7 de agosto | 12:00 | Serie A |
| Parque del Plata          | 0:1 | Oriental          | Estadio Balneario  | 7 de agosto | 15:00 | Serie B |
| Huracán                   | 0:3 | Durazno           | Complejo Rentistas | 7 de agosto | 15:00 | Serie A |
| Mar de Fondo              | 0:0 | Rocha             | Parque Palermo     | 7 de agosto | 15:00 | Serie A |
| Los Halcones              | 3:1 | Salto             | Parque Ancap       | 7 de agosto | 15:00 | Serie A |
| Libre: Canadian (Serie B) |     |                   |                    |             |       |         |

## Tabla general
A efectos de igualar la situación de los equipos que provienen de la Serie A (11 partidos jugados) y los de la Serie B (10 partidos jugados), a los segundos se les aplicará un coeficiente de multiplicación de 1,1 con respecto al puntaje que obtuvieron en su serie.
| Pos. | Equipo             | Pts. | PJ | G | E | P | GF | GC | Dif. |  |
| ---- | ------------------ | ---- | -- | - | - | - | -- | -- | ---- |  |
| 1    | Oriental           | 27.5 | 10 | 8 | 1 | 1 | 24 | 10 | +14  |  |
| 2    | Canadian           | 27.5 | 10 | 7 | 2 | 1 | 20 | 10 | +10  |  |
| 3    | Bella Vista        | 27   | 11 | 9 | 0 | 2 | 21 | 5  | +16  |  |
| 4    | Durazno            | 23   | 11 | 7 | 2 | 2 | 18 | 9  | +9   |  |
| 5    | Colón              | 23   | 11 | 6 | 5 | 0 | 16 | 7  | +9   |  |
| 6    | Potencia           | 22.2 | 10 | 6 | 2 | 2 | 14 | 6  | +8   |  |
| 7    | Tacuarembó         | 20.9 | 10 | 6 | 1 | 3 | 20 | 6  | +14  |  |
| 8    | Deportivo Colonia  | 18.7 | 10 | 5 | 2 | 3 | 15 | 7  | +8   |  |
| 9    | Mar de Fondo       | 17   | 11 | 4 | 5 | 2 | 7  | 5  | +2   |  |
| 10   | Villa Teresa       | 17   | 11 | 5 | 2 | 4 | 14 | 15 | −1   |  |
| 11   | Basáñez            | 15.4 | 10 | 4 | 2 | 4 | 15 | 11 | +4   |  |
| 12   | Rocha              | 15   | 11 | 4 | 3 | 4 | 20 | 13 | +7   |  |
| 13   | Deportivo Italiano | 15   | 11 | 4 | 3 | 4 | 17 | 14 | +3   |  |
| 14   | Platense           | 12.1 | 10 | 3 | 2 | 5 | 11 | 14 | −3   |  |
| 15   | Salto              | 12   | 11 | 4 | 0 | 7 | 9  | 15 | −6   |  |
| 16   | Huracán            | 11   | 11 | 3 | 2 | 6 | 5  | 14 | −9   |  |
| 17   | Los Halcones       | 10   | 11 | 3 | 1 | 7 | 11 | 24 | −13  |  |
| 18   | Artigas            | 9.9  | 10 | 4 | 1 | 5 | 11 | 11 | 0    |  |
| 19   | Paysandú           | 9    | 11 | 2 | 3 | 6 | 7  | 14 | −7   |  |
| 20   | Huracán Buceo      | 8.8  | 10 | 1 | 2 | 7 | 7  | 13 | −6   |  |
| 21   | Parque del Plata   | 8.8  | 10 | 2 | 2 | 6 | 6  | 22 | −16  |  |
| 22   | Salus              | 5    | 11 | 1 | 2 | 8 | 4  | 15 | −11  |  |
| 23   | Alto Perú          | 1.1  | 10 | 0 | 1 | 9 | 5  | 38 | −33  |  |

Actualizado a los partidos jugados el 15 de agosto de 2022.
 Fuente: AUF
Notas:
1. ↑  La AUF le concedió los puntos en disputa a Canadian luego de su encuentro ante Artigas.
2. ↑  A Artigas se le quitaron los puntos obtenidos en sus partidos frente a Canadian y Huracán Buceo por inconvenientes con la ficha médica de un jugador.
3. ↑  La AUF le concedió los puntos en disputa a Huracán Buceo luego de su encuentro ante Artigas.

|  | Clasificados a la fase final. |

## Fase final
Participarán 5 equipos clasificados de cada serie, arrastrando el puntaje y la metodología aplicada en la tabla general de la fase regular. Se enfrentarán todos contra todos a una sola rueda, donde los 2 mejores ubicados en la tabla ascenderán a la Segunda División Profesional, y los 2 equipos siguientes disputarán las respectivas promociones ante los 2 peores ubicados en la tabla del descenso de la Segunda División Profesional 2022, para permanecer en la divisional o lograr el ascenso.

### Equipos clasificados
- Canadian
- Oriental
- Tacuarembó
- Bella Vista
- Colón
- Durazno
- Potencia
- Deportivo Colonia
- Villa Teresa
- Mar de Fondo

### Posiciones
| Pos. | Equipo            | Pts. | PJ | G  | E  | P | GF | GC | Dif. |  |
| ---- | ----------------- | ---- | -- | -- | -- | - | -- | -- | ---- |  |
| 1    | Tacuarembó        | 43.9 | 19 | 13 | 3  | 3 | 34 | 11 | +23  |  |
| 2    | Oriental          | 43.5 | 19 | 12 | 5  | 2 | 41 | 17 | +24  |  |
| 3    | Bella Vista       | 43   | 20 | 13 | 4  | 3 | 38 | 16 | +22  |  |
| 4    | Potencia          | 36.2 | 19 | 10 | 4  | 5 | 25 | 16 | +9   |  |
| 5    | Canadian          | 33.5 | 19 | 8  | 6  | 5 | 25 | 20 | +5   |  |
| 6    | Colón             | 33   | 20 | 8  | 9  | 3 | 24 | 22 | +2   |  |
| 7    | Durazno           | 29   | 20 | 8  | 5  | 7 | 25 | 21 | +4   |  |
| 8    | Mar de Fondo      | 28   | 20 | 5  | 11 | 4 | 17 | 16 | +1   |  |
| 9    | Villa Teresa      | 27   | 20 | 7  | 6  | 7 | 24 | 27 | −3   |  |
| 10   | Deportivo Colonia | 24.7 | 19 | 6  | 5  | 8 | 22 | 20 | +2   |  |

Actualizado a los partidos jugados el 16 de octubre de 2022.
 Fuente: AUF
Notas:
1. ↑  A Canadian se le quitaron los puntos obtenidos en su partido frente a Mar de Fondo por inconvenientes con la ficha médica de un jugador.
2. ↑  La AUF le concedió los puntos en disputa a Mar de fondo luego de su encuentro ante Canadian.

|  | Campeón de la Primera División Amateur 2022. Asciende a la Segunda División Profesional 2023.    |
|  | Subcampeón de la Primera División Amateur 2022. Asciende a la Segunda División Profesional 2023. |
|  | Jugarán una promoción ante los dos peores promedios de la Segunda División Profesional 2022.     |

### Resultados
| Colón             | 1:0 | Canadian     | Parque Palermo  | 19 de agosto | 13:45 |
| Potencia          | 2:0 | Villa Teresa | Parque ANCAP    | 19 de agosto | 15:00 |
| Bella Vista       | 0:2 | Oriental     | José Nasazzi    | 19 de agosto | 18:00 |
| Deportivo Colonia | 1:1 | Mar de Fondo | Miguel Campomar | 20 de agosto | 15:00 |
| Tacuarembó        | 2:1 | Durazno      | Raúl Goyenola   | 21 de agosto | 15:00 |

| Villa Teresa      | 1:2 | Bella Vista  | Parque Palermo            | 26 de agosto | 20:00 |
| Deportivo Colonia | 1:2 | Oriental     | Miguel Campomar           | 27 de agosto | 15:30 |
| Durazno           | 0:1 | Potencia     | Silvestre Octavio Landoni | 27 de agosto | 15:30 |
| Colón             | 1:2 | Mar de Fondo | Parque Palermo            | 27 de agosto | 15:45 |
| Canadian          | 0:1 | Tacuarembó   | Parque ANCAP              | 28 de agosto | 12:00 |

| Potencia     | 4:0 | Canadian          | Parque ANCAP   | 3 de septiembre | 11:00 |
| Villa Teresa | 2:1 | Durazno           | Parque ANCAP   | 3 de septiembre | 15:30 |
| Bella Vista  | 4:2 | Deportivo Colonia | José Nasazzi   | 3 de septiembre | 15:30 |
| Oriental     | 6:0 | Colón             | Parque Palermo | 3 de septiembre | 16:30 |
| Mar de Fondo | 0:1 | Tacuarembó        | Parque ANCAP   | 5 de septiembre | 12:30 |

| Durazno      | 1:2 | Bella Vista       | Silvestre Octavio Landoni | 10 de septiembre | 15:30 |
| Canadian     | 0:0 | Villa Teresa      | Parque ANCAP              | 10 de septiembre | 15:30 |
| Tacuarembó   | 1:0 | Oriental          | Raúl Goyenola             | 11 de septiembre | 15:30 |
| Colón        | 1:1 | Deportivo Colonia | Parque Palermo            | 11 de septiembre | 17:15 |
| Mar de Fondo | 1:1 | Potencia          | Parque Palermo            | 11 de septiembre | 22:00 |

| Oriental          | 2:0 | Potencia     | Parque Palermo            | 16 de septiembre | 20:00 |
| Durazno           | 1:0 | Canadian     | Silvestre Octavio Landoni | 17 de septiembre | 15:30 |
| Villa Teresa      | 2:1 | Mar de Fondo | Parque ANCAP              | 17 de septiembre | 15:30 |
| Bella Vista       | 1:1 | Colón        | José Nasazzi              | 17 de septiembre | 15:30 |
| Deportivo Colonia | 1:2 | Tacuarembó   | Miguel Campomar           | 21 de septiembre | 15:30 |

| Oriental     | 2:2 | Villa Teresa      | Parque Palermo | 23 de septiembre | 20:00 |
| Potencia     | 1:0 | Deportivo Colonia | Parque ANCAP   | 24 de septiembre | 16:00 |
| Mar de Fondo | 2:2 | Durazno           | Parque Palermo | 24 de septiembre | 21:00 |
| Canadian     | 1:1 | Bella Vista       | Parque ANCAP   | 25 de septiembre | 11:00 |
| Tacuarembó   | 3:0 | Colón             | Raúl Goyenola  | 25 de septiembre | 16:00 |

| Colón             | 0:0 | Potencia     | Parque Palermo            | 1 de octubre | 09:30 |
| Bella Vista       | 1:1 | Tacuarembó   | José Nasazzi              | 1 de octubre | 16:00 |
| Durazno           | 1:1 | Oriental     | Silvestre Octavio Landoni | 1 de octubre | 16:00 |
| Deportivo Colonia | 1:0 | Villa Teresa | Miguel Campomar           | 1 de octubre | 16:00 |
| Canadian          | 1:1 | Mar de Fondo | Parque ANCAP              | 2 de octubre | 16:00 |

| Potencia          | 1:2 | Tacuarembó  | Parque ANCAP    | 8 de octubre | 16:00 |
| Deportivo Colonia | 0:0 | Durazno     | Miguel Campomar | 8 de octubre | 16:00 |
| Villa Teresa      | 2:2 | Colón       | Parque ANCAP    | 9 de octubre | 10:00 |
| Mar de Fondo      | 1:1 | Bella Vista | Parque Palermo  | 9 de octubre | 16:45 |
| Oriental          | 1:1 | Canadian    | Parque Palermo  | 9 de octubre | 21:15 |

| Canadian     | 2:0 | Deportivo Colonia | Parque ANCAP   | 15 de octubre | 11:00 |
| Colón        | 2:0 | Durazno           | Parque Palermo | 15 de octubre | 17:30 |
| Bella Vista  | 5:1 | Potencia          | José Nasazzi   | 16 de octubre | 16:00 |
| Mar de Fondo | 1:1 | Oriental          | Parque Palermo | 16 de octubre | 16:00 |
| Tacuarembó   | 1:1 | Villa Teresa      | Raúl Goyenola  | 16 de octubre | 16:00 |

## Promociones
| Bella Vista | 0:1 | Villa Española | Parque Palermo | 22 de octubre | 10:15 |
| Villa Española | 0:2 | Bella Vista    | Obdulio Varela | 29 de octubre | 15:15 |
| Resultado: Bella Vista ascendió a la Segunda División Profesional. Villa Española descendió a la Primera División Amateur. |     |                |                |               |       |

| Central Español | 0:0 | Potencia        | Parque Palermo | 23 de octubre | 10:00 |
| Potencia | 3:2 | Central Español | Olímpico       | 30 de octubre | 11:15 |
| Resultado: Potencia ascendió a la Segunda División Profesional. Central Español descendió a la Primera División Amateur. |     |                 |                |               |       |

## Ascensos aSegunda División
|                    |            |                         |                         |
| Tacuarembó         | Oriental   | Bella Vista             | Potencia                |
| Campeón 1.° título | Subcampeón | Ganador de la Promoción | Ganador de la Promoción |

## Goleadores
| Jugador             | Club              | Goles |
| ------------------- | ----------------- | ----- |
| Alex Perdomo        | Deportivo Colonia | 8     |
| Yefferson Moreira   | Oriental          | 7     |
| Stefano Setrulo     | Oriental          | 7     |
| Douglas Bittencourt | Tacuarembó        | 7     |
| Ernesto Ocampo      | Potencia          | 7     |
| Facundo Vignone     | Colón             | 6     |
| Edwin Salazar       | Rocha             | 6     |

## Récords
- Primer gol de la temporada: Rodrigo Pereira al minuto 7 de  Artigas vs.  Parque del Plata (4 de junio de 2022)

- Último gol de la temporada:  Potencia

- Mayor número de goles marcados en un partido: 9 goles,  Los Halcones 1-8  Rocha (8 de julio de 2022)

- Mayor victoria local de la temporada:  Oriental 8-0  Alto Perú (17 de julio de 2022)

- Mayor victoria visitante de la temporada:  Los Halcones 1-8  Rocha (8 de julio de 2022)